# Turbicellepora boreale
Turbicellepora boreale is een mosdiertjessoort uit de familie van de Celleporidae. De wetenschappelijke naam van de soort is voor het eerst geldig gepubliceerd in 1999 door Hayward & Hansen.